# Eilema balcanica
Eilema balcanica là một loài bướm đêm thuộc phân họ Arctiinae, họ Erebidae.